# Rustumita
La rustumita és un mineral de la classe dels silicats. Rep el nom en honor de Rustum Roy (3 de juliol de 1924 - 26 d'agost de 2010), professor de la Universitat Estatal de Pennsilvània i especialista en química de cristalls de minerals i materials sintètics.

## Característiques
La rustumita és un silicat de fórmula química Ca10(Si₂O₇)₂(SiO₄)(OH)₂Cl₂. Cristal·litza en el sistema monoclínic.
Segons la classificació de Nickel-Strunz, la rustumita pertany a «09.B - Estructures de sorosilicats amb grups barrejats de SiO₄ i Si₂O₇; cations en coordinació octaèdrica [6] i major coordinació» juntament amb els següents minerals: al·lanita-(Ce), al·lanita-(La), al·lanita-(Y), clinozoisita, dissakisita-(Ce), dol·laseïta-(Ce), epidota, epidota-(Pb), khristovita-(Ce), mukhinita, piemontita, piemontita-(Sr), manganiandrosita-(La), tawmawita, manganipiemontita-(Sr), ferrial·lanita-(Ce), clinozoisita-(Sr), manganiandrosita-(Ce), dissakisita-(La), vanadoandrosita-(Ce), uedaïta-(Ce), epidota-(Sr), al·lanita-(Nd), ferrial·lanita-(La), åskagenita-(Nd), zoisita, macfal·lita, sursassita, julgoldita-(Fe2+), okhotskita, pumpel·lyïta-(Fe2+), pumpel·lyïta-(Fe3+), pumpel·lyïta-(Mg), pumpel·lyïta-(Mn2+), shuiskita, julgoldita-(Fe3+), pumpel·lyïta-(Al), poppiïta, julgoldita-(Mg), ganomalita, vesuvianita, wiluïta, manganovesuvianita, fluorvesuvianita, vyuntspakhkita-(Y), del·laïta, gatelita-(Ce) i västmanlandita-(Ce).
Els exemplars que van servir per a determinar l'espècie, el que es coneix com a material tipus, es troben conservats al Museu Nacional d'Història Natural, amb els números de registre: 119428, 119429.

## Formació i jaciments
Va ser descoberta a Kilchoan, Ardnamurchan (Consell de Highland, Escòcia). També ha estat descrita a Irlanda, Suècia, Polònia, Turquia, Rússia i Mèxic.